# 廣安市社
广安市社（越南语：／）是越南广宁省下辖的一个市社，位于越南白藤江河口北岸。面积337.57平方千米。2018年总人口140510人。

## 地理
广安市社北接汪秘市和下龙市，东接下龙市，南接海防市葛海县，西接海防市水源市。

## 历史
广安市社前身为安兴县，阮朝时隶属广安省山定府，是广安省莅所在地。1945年，八月革命爆发后，越盟在广安成立革命政权。1946年12月，第一次印度支那战争爆发，法军在海防登陆，越盟军队撤出广安省。1954年，法越议和，北越政府重回广安省。
1955年2月22日，鸿基特区与广安省合并设立鸿广区，区首府设在鸿基市社。安兴县和广安市社成为鸿广区下辖政区单位。
1963年10月30日，鸿广区与海宁省合并为广宁省，省莅鸿基市社。
1964年7月2日，广安市社降级为广安市镇，划归安兴县管辖。
1966年9月26日，上安功社和方东社划归汪秘市社。
1971年6月11日，前安社析置河安社。
1984年3月6日，东枚社析置泷圭社。
1995年12月21日，前安社析置新安社。
1998年4月24日，连渭社和连和社析置前锋社。
2006年6月12日，共和社部分区域划归广安市镇，田功社划归汪秘市社。
2011年1月25日，广安市镇被评定为四级城镇。
2011年11月25日，安兴县改制为广安市社；广安市镇改制为广安坊，安江社改制为安江坊，共和社改制为共和坊，东枚社改制为东枚坊，明成社改制为明成坊，河安社改制为河安坊，新安社改制为新安坊，南和社改制为南和坊，安海社改制为安海坊，丰谷社改制为丰谷坊，丰海社改制为丰海坊。

## 行政区划
广安市社下辖11坊8社，市社人民委员会位于广安坊。
- 共和坊（Phường Cộng Hòa）
- 东枚坊（Phường Đông Mai）
- 河安坊（Phường Hà An）
- 明成坊（Phường Minh Thành）
- 南和坊（Phường Nam Hòa）
- 丰谷坊（Phường Phong Cốc）
- 丰海坊（Phường Phong Hải）
- 广安坊（Phường Quảng Yên）
- 新安坊（Phường Tân An）
- 安江坊（Phường Yên Giang）
- 安海坊（Phường Yên Hải）
- 锦罗社（Xã Cẩm La）
- 协和社（Xã Hiệp Hòa）
- 黄新社（Xã Hoàng Tân）
- 连和社（Xã Liên Hòa）
- 连渭社（Xã Liên Vị）
- 泷圭社（Xã Sông Khoai）
- 前安社（Xã Tiền An）
- 前锋社（Xã Tiền Phong）

## 交通
广安市社有10号、8号国道经过。还有通往海防市的渡口，虽然克夫到下龙市的铁路未经过市区，但有火车站。